# Przeźreniowate
Przeźreniowate, topornikowate  (Sternoptychidae) – rodzina niewielkich, morskich ryb głębinowych z rzędu wężorokształtnych (Stomiiformes).

## Występowanie
Występują w Atlantyku i Oceanie Spokojnym. Przebywają najczęściej na głębokości około 600 m. Nocą podpływają ku powierzchni, gdzie żywią się planktonem.

## Cechy charakterystyczne
Są to ryby o ciele silnie bocznie spłaszczonym, mocno wygrzbieconym w części środkowej i przedniej (zwłaszcza u Sternoptychinae), z wąskim trzonem ogonowym, srebrnie ubarwione. Kształt ich ciała przypomina krótki toporek, stąd ich często spotykana nazwa toporniki. Ich oczy są bardzo duże. Na ciele występują charakterystyczne fotofory. Otwór gębowy znajduje się w położeniu górnym. Przeźreniowate osiągają rozmiary od 2 do 14 cm długości.

## Klasyfikacja
Rodzaje zaliczane do tej rodziny są zgrupowane w podrodzinach:
Maurolicinae: Araiophos — Argyripnus — Danaphos — Maurolicus — Sonoda — Thorophos — Valenciennellus
Sternoptychinae: Argyropelecus — Polyipnus — Sternoptyx
Rodzajem typowym rodziny jest Sternoptyx.